# Bolo de mel
Le bolo de mel (« gâteau de miel » en portugais) est une pâtisserie portugaise typique de l'archipel de Madère. Ce gâteau traditionnel, genre de pain d'épices, est préparé avec de la mélasse de canne à sucre ou du miel, ce qui lui donne sa couleur très sombre.
Le bolo de mel est considéré comme étant le plus ancien dessert de Madère. À l'origine, ce gâteau était traditionnellement préparé pour Noël ; aujourd'hui, il est consommé toute l'année. Cette spécialité s'est popularisée quand l'île était un important producteur de sucre de canne, car qu'elle était traditionnellement fabriquée à base de mélasse de sucre de canne à la place du miel qui la remplace parfois aujourd'hui dans sa préparation. Il s'agit d'un produit de longue conservation puisqu'il peut être conservé jusqu'à un an.
À l'origine, dans l'île, il est de tradition de préparer le gâteau le 8 décembre, jour de la fête de l'Immaculée Conception, puis de partager le dernier morceau de gâteau de l'année précédente. Ce jour lance le début des préparatifs de Noël. Le gâteau est ensuite servi en dessert à la table de Noël.
Quand le bolo de mel est réalisé avec de la mélasse, le gâteau est d'une couleur très sombre, il a une texture moelleuse et collante. Cette pâtisserie riche est agrémentée d'amandes ou de noix et aromatisée d'épices et de vin de Madère. À Madère, au moment de le servir, il est de coutume de ne pas couper le gâteau mais d'en arracher des morceaux à la main.

## Annexe